# Agga
Agga, Akka – według Sumeryjskiej listy królów dwudziesty trzeci, ostatni władca należący do I dynastii z Kisz, syn i następca Enmebaragesi. Dotyczący go fragment brzmi następująco:
„Agga, syn Enmebaragesi, panował przez 625 lat”
Władca ten wspomniany jest również w inskrypcji z Tummal:
„Agga, syn Enmebaragesi, uczynił Tummal wspaniałym, wprowadził Ninlil do Tummal”
Agga występuje jako przeciwnik Gilgamesza z Uruk w sumeryjskim eposie Gilgamesz i Agga z Kisz. Źródło to pozwoliło zsynchronizować panowanie obu tych władców, dowodząc tezy, iż niektóre z wymienionych w Sumeryjskiej liście królów dynastii – w tym przypadku I dynastia z Kisz i I dynastia z Uruk – były sobie współczesne.
Koniec Aggi jest niejasny. Według eposu Gilgamesz i Agga z Kisz wojska Kisz pod jego dowództwem pokonane zostały przez dowodzone przez Gilgamesza wojska Uruk. Być może do tego właśnie wydarzenia nawiązuje Sumeryjska lista królów lakonicznie podając, iż „Kisz zostało pokonane, a królestwo zostało przeniesione do E-ana [nazwa głównej świątyni w Uruk]”.